# Molise
Molise er den næstmindste af Italiens 20 regioner. Den ligger i den sydlige del af Centralitalien. Den grænser op til Abruzzo mod nordvest, til Lazio mod vest, Campania mod syd, Puglia mod sydøst og Adriaterhavet mod nordøst. 
Regionen har et areal på 4.438 km² og et indbyggertal på 308.493 (31. december 2017).
Molises hovedstad er byen Campobasso. Den anden vigtige by i regionen er Termoli.
41°41′59″N 14°36′40″Ø / 41.6997°N 14.6111°Ø